# ميناء المخاء
ميناء المخاء يعتبر من أقدم الموانئ على مستوى شبه الجزيرة العربية، وكان الميناء هو السوق الرئيسية لتصدير القهوة بين القرنين الخامس عشر والسابع عشر. وقد أخذت قهوة الموكا والموكاتشينو الاسم من هذا الميناء. تم الانتهاء من تشييد الميناء الجديد في عام 1978 بواسطة شركة هولندية. يبعد عن مدينة تعز بمسافة 100 كيلو متر غرباً.
طبقا لرواية الرحالة جيرونيمو لوبو الذي أبحر في البحر الأحمر عام 1625 م كانت المخاء مدينة صغيرة وذات شهرة ضيقة لكن منذ أن سيطر العثمانيون على معظم أجزاء الجزيرة العربية أصبحت المخاء مدينة هامة بالرغم من أنها لم تكن مكان إقامة الباشا الذي يبعد عن المخاء مسيرة يومين وتحديدا في صنعاء وقد اكتسبت أهميتها تلك من القانون العثماني الذي يطالب جميع السفن بأن ترسو فيها وتدفع ضريبة للمرور إلى البحر الأحمر.

## التاريخ
من الموانئ القديمة التي ذكرتها النقوش الحميرية باسم (مخن) فقد قامت مدينة المَخا بأدوار تاريخية هامة قبل وبعد الإسلام، وقد سجل اسم المَخا في نقوش يمنية قديمة بخط المسند، مثل نقش للملك «يوسف أسار» المشهور «بذي نواس» يذكر النقش أن الملك «يوسف أسار». 
تعرضت مدينة المَخَا لعدة حملات عسكرية من قبل الطامعين في اليمن أهمها حملات البرتغاليين التي انتشرت في (أوائل القرن العاشر الهجري) على سواحل اليمن، وكانت هذه الحملات سبباً رئيسياً في تنافس الدولة العثمانية، والحكومة البريطانية على المنطقة.
أخذت مدينة المَخا تستعيد حياتها كمركز تجاري حتى بلغت في (القرن السابع عشر الميلادي) في أوج ازدهارها، ويقول المؤرخ «الواسعي» (وباسم المَخا يسمي الإفرنج أفخر البن عندهم أي ((MOCKA COFFEE، وتعني بن المَخا).
وقد كان البن أهم سلعة يمنية تصدر إلى الخارج عبر ميناء المَخا في العصور الحديثة، إضافة إلى الصبر، والبخور، وأعواد الأراك، في العصور القديمة، كما تصدر كميات كبيرة من الزبيب.
و بدأ ميناء المخا يفقد أهميته في أواخر (القرن التاسع عشر الميلادي) مع ازدهار ميناء عدن الذي أهتم به البريطانيون، وميناء الحديدة الذي أنشأه العثمانيون آنذاك، كما زاد من تراجع مدينة المَخا ما عانته خلال حربين دمرت قلاعها وهدمت منازلها وقصورها الفخمة ومتاجرها الكبيرة، الأولى: أثناء الحرب العثمانية الإيطالية عام (1911 ميلادية)، والثانية: أثناء الحرب العالمية الأولى حين دمرها البريطانيين في قتالهم ضد العثمانيين عام (1915 ميلادية)، إضافة إلى ذلك تراجع إنتاج البن في اليمن بسبب ظهور منتجين جدد للبن في العالم مثل البرازيل والمكسيك.

### الميناء القديم

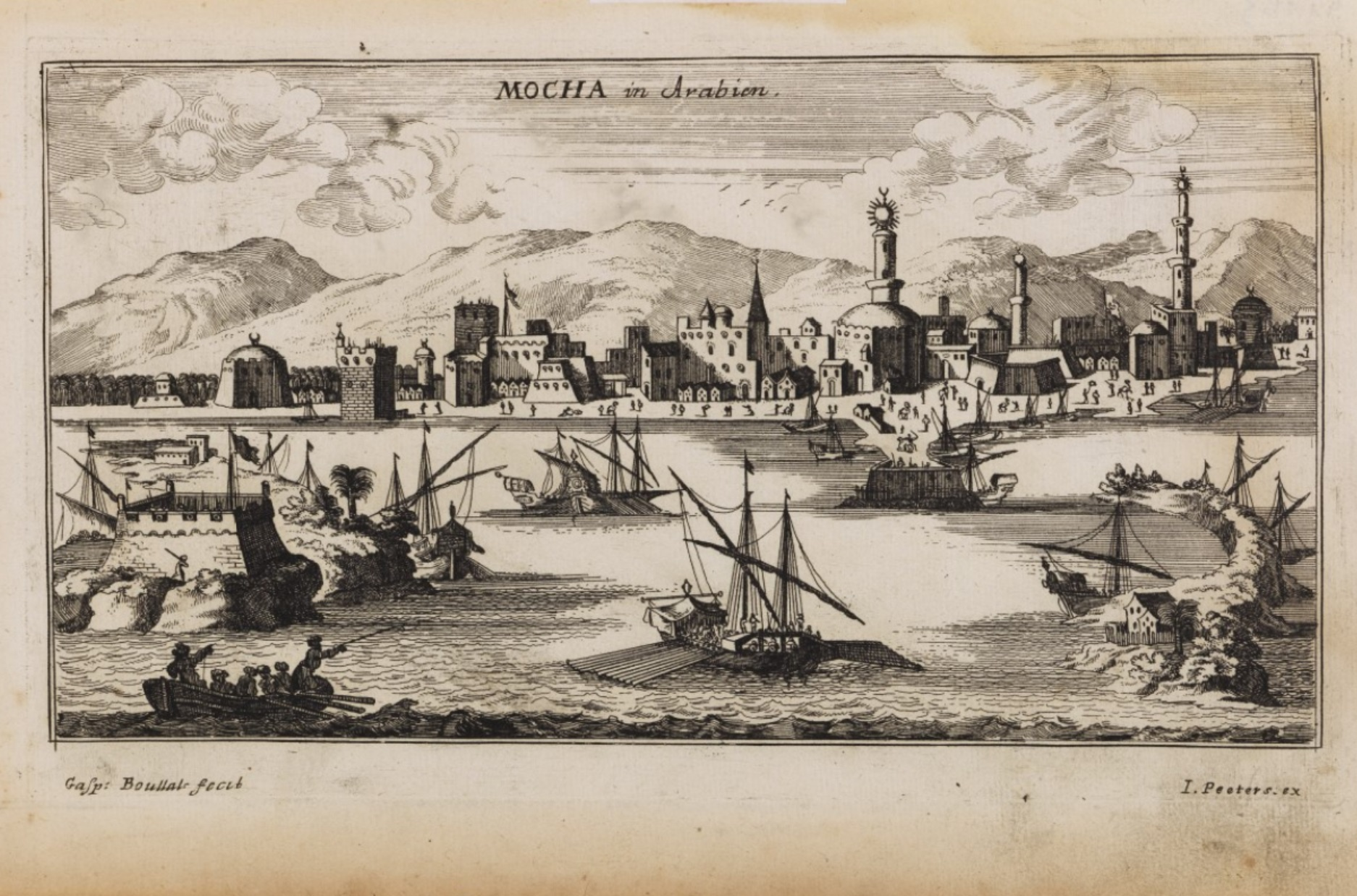
ميناء المخا عام 1692، كان من أهم الموانئ ومن خلاله عرف العالم القهوة

يقع على الساحل الغربي من مدينة المَخا، ولم يتبق من معالمه سوى بقايا أساسات من الحجارة مطمورة بالرمل، وتمتد على مسافة حوالي (30 - 50 متراً) إلى البحر، ويستدل من تلك الأساسات وجود آثار مبنى لمسجد وأحجار دائرية الشكل كانت تستخدم لطحن الحبوب، أمَّا فناء الميناء الذي تصل مساحته حوالي (40 × 12 متراً)، بُني على أساس خرساني، ويوجد في قمته صحن دائري من معدن النحاس يرتبط بسلم حديد إلى أسفل، وموقع الميناء بصورة عامة يعاني من الإهمال ويتزايد سوء الموقع نتيجة للعوامل البيئية والرطوبة العالية التي تؤدي إلى زيادة مظاهر الصدأ والتآكل الذي ينخره يوماً بعد يوم.

## الميناء حالياً
تبلغ المساحة الإجمالية للميناء حوالي 466.350 متر مربع ويقع على ساحل البحر الأحمر على خط عرض 13 19 شمال خط الاستواء وعلى خط 04 43 شرق خط جرينتش، ويبعد عن باب المندب بمسافة 40.5 ميل بحري شمالاً، وعن مدينة تعز بمسافة 100 كيلو متر غرباً.

## الموقع
المخا..مدينة وميناء تقع غرب مدينة تعز وتبعد عن باب المندب بمسافة 75 كيلومتر شمالا، وعن مدينة تعز بمسافة 100كيلومتر غربا على ساحل البحر الاحمر ويقع على خط عرض 13/19درجة شمال خط الاستواء وعلى خط طول 04/43 درجة شرق خط جيرنتش

## البيانات الأساسية
- توقيت المنطقة: جرينتش + 3ساعات.

- كود الموجه 14-16 C.H (VHF).

توافق الميناء مع المدونة الدولية (ISPS):
- رقم التعريف (4 – 2010)

- تاريخ الموافقة:-(13/ فبراير 2010 م)

## الخصائص الطبيعية
- الطقس: دافئ نسبياًفي فصل الصيف ومعتدل في فصل الشتاء.
- كثافة الماء النسبية:(1,025)
- موسم الأمطار: تسقط الأمطاربكميات قليلة ويقع موسم سقوط الأمطارمابين الأشهر (ينايروفبرايروإبريل وأغسطسوأكتوبر) والمتوسط السنوي لكمية الأمطار36,6 ملم سنوياً.
- مقدار المد والجزر: متوسط المد والجزر (08. م)

## الأهمية والإمتيازات
تأتي أهمية هذا الميناء نتيجة لقربه من الممر الدولي بمسافة 6كيلومترات تقريبا بما يعادل 3.2ميل بجري، حيث يربط بين أوروبا وشرق افريقيا وجنوب اسيا والشرق الأوسط، بالإضافة إلى موقعة الجغرافي المتميز بالنسبة للمناطق الجنوبية والمناطق الوسطى وقربة من مضيق باب المندب ودول القرن الأفريقي والبحر العربي وكل هذه المميزات جعلت منه ميناء هام واستراتيجي.

## المقومات الخاصة
- إجمالي المساحة الكلية: (78.261.012) متر 2.
- المساحة المائية: (76.341.619) متر 2.
- المساحة البرية: (1.919.393) متر 2. 

## المقومات الإنتاجية
الطاقة التصميمية القصوى: (1.500.000) طن سنوياً.
للبضائع :
- صب جاف: (500.000 طن).
- صب سائل: (1.000.000 طن).

## الخصائص الملاحية
- طول الممر الملاحي: (2كم بما يعادل 1.1 ميل بحري تقريباً وعرض 110متر).
- قطر دائرة الدوران: 412 متروعمق 8متر.
- مناطق الاقتراب: من بداية القناة الملاحية.
- الأعماق: (من7.2 إلى 7.8)متر.
- الإرشاد: إجباري من بداية المدخل الرئيسي.
- القطر: إجباري في منطقة التراكي.